# Котрч, Ян
Ян Котрч (чеш. Jan Kotrč; нем. Josef Kotrc; 23 августа 1862, Бельско — 17 октября 1943, Влахово-Бржези, Прахатице) — чешский шахматист (мастер), шахматный композитор, писатель и журналист, один из сильнейших шахматистов Богемии конца XIX века.

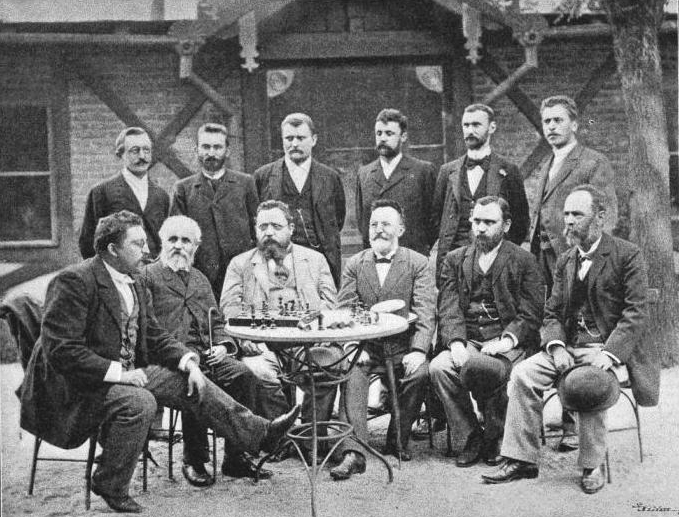
4-й съезд чешских шахматистов (Прага, 1895 г.). Сидят (слева направо): Я. Добруский, А. Кёниг, А. Квичала, Й. Пацльт, Я. Пильначек, Я. Карел. Стоят (слева направо): Я. Котрч, Й. Поспишил, В. Тузар, К. Фиала, К. Мусил, К. Поспишил

В 1882 году организовал шахматный клуб, участники которого за неимением помещения встречались в кафе «Jedličková kavárná».
В 1900 году стал вести шахматный отдел в газете «Národní listy».
Был редактором чешских шахматных журналов «Šach-Mat» (1884 — 1885 гг.), «České listy šachové» (1896 — 1900 гг.) и австрийского журнала «Arbeiter Schachzeitung» (1920 —1930-е гг.).
С 1903 года жил в Вене, где много лет был директором типографии.

## Книги
- Šachové úlohy 1884–1910 (1910), в соавторстве с К. Тракслером; русское название — "Шахматные задачи".
- Hra v šachy (1911); русское название — "Игра в шахматы".
- Lehrbuch des Schachspiels (Učebnice šachu, 1920); русское название — "Учебник шахмат".
- Das Schachspiel (Šachy, 1926); русское название — "Игра в шахматы".
- Eröffnungen in der modernen Schachpartie (Zahájení v moderní šachové partii, 1934); русское название — "Дебюты в современной шахматной партии".

## Спортивные результаты
| Год  | Город   | Соревнование                                                  | + | − | = | Результат | Место |
| ---- | ------- | ------------------------------------------------------------- | - | - | - | --------- | ----- |
| 1891 | Прага   | 3-й конгресс Богемской шахматной ассоциации                   |   |   |   |           | 2—3   |
| 1892 | Дрезден | 7-й конгресс Германского шахматного союза (побочный турнир А) |   |   |   |           | 4—6   |
| 1893 | Прага   | Матч с Я. Квичалой                                            | 3 | 0 | 2 | 4 : 1     |       |
| 1896 | Прага   | Показательная партия с М. И. Чигориным                        | 0 | 1 | 0 | 0 из 1    |       |
| 1900 | Вена    | Мемориал И. Колиша                                            | 3 | 3 | 5 | 5½ из 11  | 8     |

## Композиция
Составлял задачи в стиле чешской школы.
Белые: Кре4, Лb7, Лg2, п. d5.
Черные: Крh8, Кb2, п. с3.
Мат в 3 хода.
Решение:
1. Kрd4! с угрозой 2. Лe2 и 3. Te2-e8#.
1... Кd1 (или Кd3) 2. Лa2 и 3. Ta8#.
1... Кc4 2. Лb1 и 3. Лh1#.